# Арлингтон (Илиноис)
Арлингтон (енгл. Arlington) град је у америчкој савезној држави Илиноис.

## Демографија
По попису из 2010. године број становника је 193, што је 18 (-8,5%) становника мање него 2000. године.
| Група             | 2000.       | 2010.       |
| Белци             | 194 (91,9%) | 182 (94,3%) |
| Афроамериканци    | 0 (0,0%)    | 0 (0,0%)    |
| Азијати           | 2 (0,9%)    | 0 (0,0%)    |
| Хиспаноамериканци | 13 (6,2%)   | 6 (3,1%)    |
| Укупно            | 211         | 193         |